# ANGEL/遠くまで
『ANGEL／遠くまで』（エンジェル／とおくまで）は、angelaの20枚目のシングル。2013年11月6日にスターチャイルドから発売された。angelaのシングルとしては前作『KINGS』から1年ぶりのリリースとなる。

## 各曲解説

### ANGEL
1曲目の「ANGEL」は、テレビアニメ『COPPELION』のオープニングテーマに使用された。制作に際しKATSUは、『COPPELION』のロゴから錆びたスチール弦を連想したが、原作者である井上智徳の指摘を受けピアノの音色を取り入れ、その後原作に目を通し無骨でハードな曲に仕上げたという。なお、従来は作曲に関しては分担して行なっているが、良い案が思い浮かばないため、atsuko（KATSU）がKATSU（atsuko）に指示を仰ぎながら制作を進めたという。メロディは当初スタンダードなものだったが、『COPPELION』の作風を考慮して強い音に変更することを決めたという。作詞に関しては、『COPPELION』自体がドヨンとしていながらも希望を謳っているため、耳に残るフレーズを詰め込んで応援歌のように仕上げている。

### 遠くまで
2曲目の「遠くまで」は、同アニメのエンディングテーマに使用された。ヒロインの成瀬荊、野村タエ子、深作葵をテーマとしたもの悲しい曲で、2013年7月にフランスのJapan Expoで行われた『COPPELION』の上映会と同じ日のセーヌ河畔で見たアコーディオン奏者に感銘を受け、音色に取り入れることを決意したという。後述の批評で言及されているように、サビの部分は早口のシャウトになっている。

## 批評
音楽雑誌『リスアニ!』は、1曲目の「ANGEL」を「爽快感のある王道のロック・ナンバー」と評す一方、2曲目の「遠くまで」を「ラストのatsukoの叫びはとにかく圧巻」と評した。

## シングル収録内容
（全作詞：atsuko、作曲：atsuko・KATSU、編曲：KATSU）
1. ANGEL [4:19]
  - テレビアニメ『COPPELION』オープニングテーマ
2. 遠くまで [4:02]
  - テレビアニメ『COPPELION』エンディングテーマ
3. ANGEL（off vocal version）
4. 遠くまで（off vocal version）

## チャート
| チャート（2013年）                | 最高位 |
| --------------------------------- | ------ |
| オリコン                          | 34     |
| Billboard JAPAN Hot Singles Sales | 34     |
| ANGEL                             |        |
| Billboard JAPAN Hot Animation     | 16     |